# 氣候變化對心理的影響

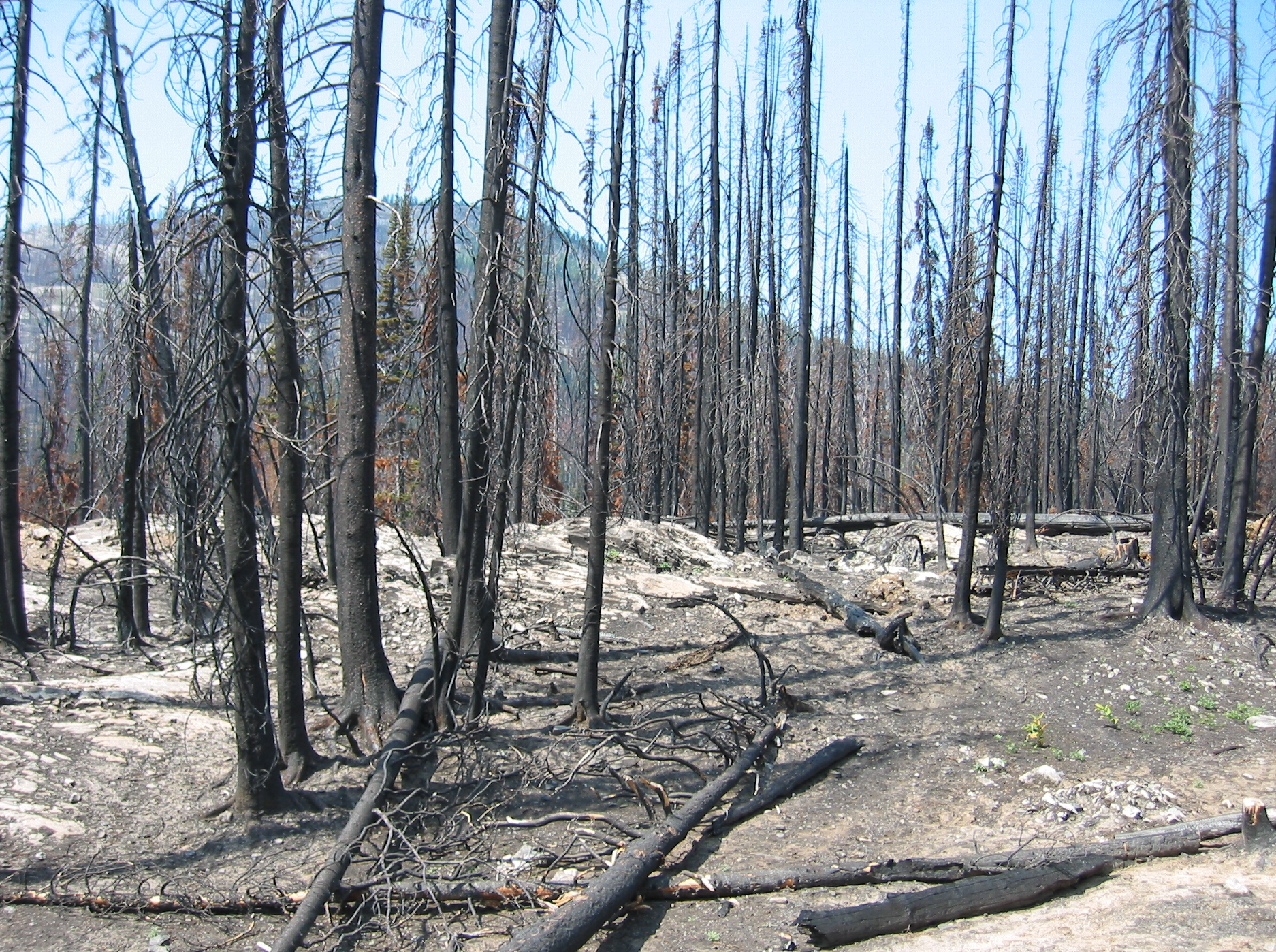
在美國北喀斯喀特國家公園內，被林冠火災燒焦的森林樹木殘骸。

對於地球居民，所謂氣候變化對心理的影響（英語：Psychological impact of climate change）包括有生態焦慮、生態悲痛和生態憤怒等情緒性反應。這類情緒雖然令人不快，但通常無害，並且算是對自然界退化而生出的理性反應，有激發調適行動的作用。其他精神健康的影響，例如創傷後壓力症候群 (PTSD)就可能甚為嚴重。進入21世紀後，全球的學術界、醫學專家和其他各種參與者都在試圖了解這類影響，以助於緩解，做出更準確的預測，並協助針對全球變暖進行緩解和調適的工作。
氣候變化主要透過3大途經對人們心理（或稱精神）狀態造成影響：直接、間接或是人們本身的察覺（或稱意識）。直接途徑包括因曾接觸極端天氣事件而導致的壓力狀況。間接途徑是因經歷過經濟和社會受破壞的事件，例如農田受損，生產糧食的能力變差。第3個途經僅是察覺到氣候變化具有威脅性，但並未受到影響的人。雖然有許多例外，但一般而言是開發中國家的人們更易受到氣候變化造成的直接影響和經濟衰敝。而最近發現與氣候相關的心理狀況，如生態焦慮，可能僅由察覺到威脅的存在就會發生，這種焦慮已影響到全球不少人。 
針對氣候變化造成的心理影響，是在氣候心理學範疇內進行研究。對於症狀較輕的人，可利用各種非臨床治療、互助小組、透過互聯網的支持論壇和自助書籍來處理。一些心理影響根本不需任何治療，甚至可能有積極的作用：例如對氣候變化的擔憂會導致人們進行信息搜尋，和產生對此類問題有能力做出改變的感覺。氣候變化對心理的影響也受到政府和其他參與制定公共政策的人、各種運動團體和非政府組織，以及私營部門的關注。

## 影響途經

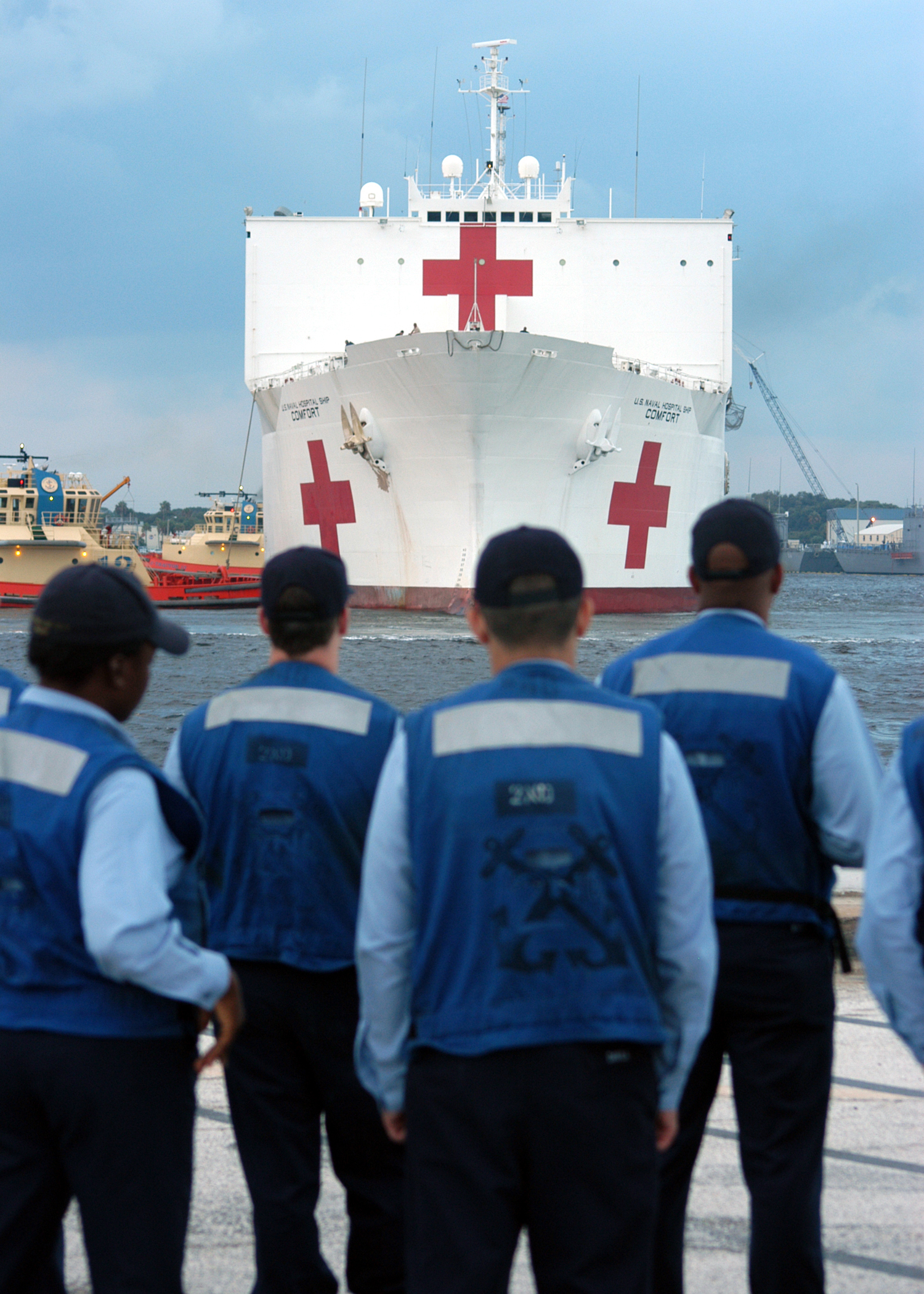
颶風卡崔娜事件後安慰號醫療船迅速抵達，為災民提供援助。當局為恢復秩序和安全感而做出的迅速反應，可為大多數人大幅降低長期心理影響的風險。

氣候變化通過3種因果途徑造成心理影響：直接、間接或通過察覺（或稱“社會心理”）。在某些情況下，人們會經由不止一種途徑而受到影響。
直接途經包括因曾暴露於極端天氣事件（例如氣旋和野火）而引發與壓力相關的狀況，諸如PTSD和焦慮等。但心理影響也會因不太強烈的氣候變化形式而生，例如溫度升高而導致易怒和攻擊性增加。間接途徑是經由破壞經濟和社會的活動而造成，例如當農田因沙漠化而變得貧瘠，或是由於景觀遭破壞而導致旅遊收入業減少，而導致壓力增加、抑鬱和其他心理狀況（例如焦慮）的結果。第3個途經是發生在意識到氣候變化的威脅，而實際上並未受到影響的人。這種情況可能是因為意識到氣候變化可能會導致戰爭，對糧食安全和水安全造成威脅，心生恐懼（而產生生態焦慮）的結果。

### 直接影響
暴露於極端天氣事件（如野火、氣旋和洪水），會導致各種情緒疾患。最常見的是急性壓力失調 ，通常人們可很快從中恢復。但有時會出現慢性症狀（例如PTSD、身心性疾病或是長期焦慮），尤其是那些已經歷過多重事件的人。當局為恢復秩序和安全感而做出的迅速反應，可為大多數人大幅降低長期心理影響的風險。但對已患有精神疾病（尤其是思覺失調）的人可能需要重症監護，但如果當地的精神衛生服務也被極端天氣打斷，會有無以為繼的結果。 
氣候變化中屬於漸進式的變化也會產生直接的心理影響。在天氣和人類行為間，做得最多研究的部分是氣溫和攻擊性之間的聯繫，此類研究已在實驗室環境、歷史研究和廣泛的田野工作中取得大量的數據。各種評論所得的結論是高溫會導致人們脾氣暴躁，身體暴力行為因而增加，尤其在種族混居的地區中更易發生。但在如空氣調節普及的現代城市中，前述身體暴力情況則屬例外。此外，關於引發過度暴力是由於氣候變化，或僅因短期自然溫度波動現象所導致，在學術界中一直存在爭議。氣候變化在世界某些地區引起的異常低溫對心理的影響卻鮮少有人研究。但現有證據顯示異常低溫不會導致攻擊性增加，與異常高溫不同。

### 間接途徑
在世界上有些地方所發生氣候變化會顯著影響到當地人的經濟收入，例如因農業產量減少，或者造成當地景觀失去旅遊吸引力。這些結果會產生巨大的壓力，導致抑鬱、自殺意念和其他負面心理狀況。如果在經濟壓力之外，又加上社會生活遭到重大改變，例如搬遷到救助營地，後果會特別嚴重。例如在2005年颶風卡崔娜事件過後，普通民眾的自殺率上升約300%，但對於那些家園破碎，而必須搬進拖車居留場棲身的人來說，自殺率則上升高達1,400%以上。類似於用在緩解金融危機壓力的政府干預措施，可有效緩解這種破壞造成的負面情況，但有時並不容易做到，尤其是在全球南方（Global South，參見南北分歧）中那些經濟狀況較不富裕的國家。 
對心理健康的間接影響可經由影響身體健康而發生。身體健康和心理健康具有關聯性，因此任何影響身體健康的因素也有間接影響心理健康的作用。環境遭破壞，例如生物多樣性喪失，甚至是無生命的環境特徵（例如海冰、文化景觀或歷史遺產）的喪失，也會導致負面的心理反應，例如生態悲痛（或稱為天災悲痛（solastalgia）。

### 察覺
對於未受到氣候變化影響的人，但因知道其包含的風險，也有導致長期心理狀況（例如焦慮和其他形式的苦惱）的可能。這情況尤其會影響到兒童，並被比擬如冷戰期間發生的核焦慮。像生態焦慮等情況很少會嚴重到需要臨床治療的程度。此類感覺令人不快，因此被歸類為負面影響，但被描述為對氣候變化現實而生出的理性反應。

## 心理健康

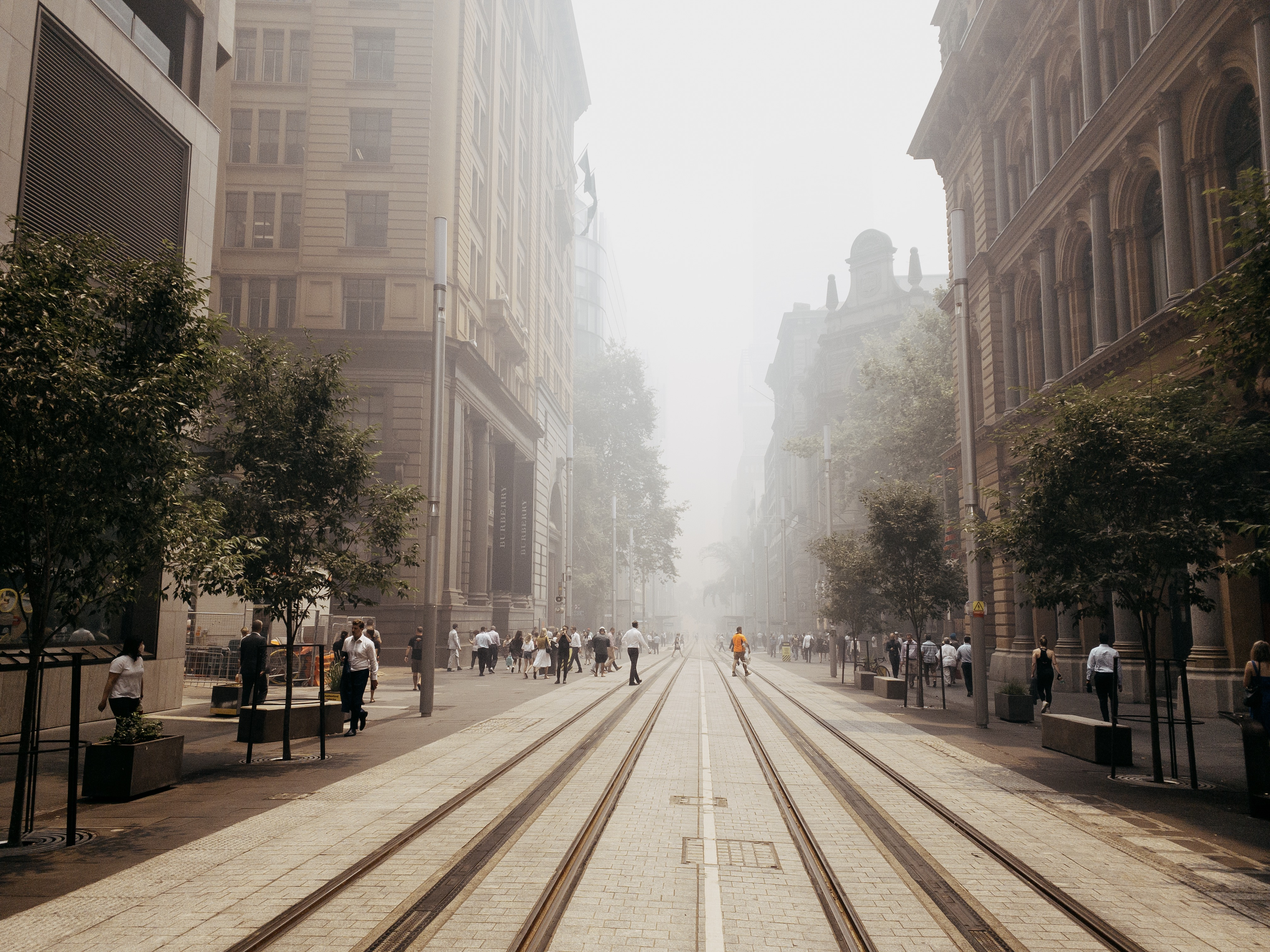
2019-20澳大利亞叢林大火季節期間所產生的濃煙在大城市雪梨內瀰漫，而直接對某些人產生精神健康的影響（攝於2019年）。

本節摘自氣候變化對精神健康的影響。
氣候變化會對人類心理健康和福祉產生負面的影響，尤其是對於弱勢群體和那些已患有嚴重精神疾患的人。這些影響可經3種主要途徑發生：直接、間接或通過察覺而造成。 
多項研究透過精神病院入院率、死亡率、自我傷害和自殺率等指標衡量心理健康結果。而所謂弱勢群體，及處於弱勢生命階段的人（包括已患有精神疾病的人）、原住民、兒童和青少年。對氣候變化威脅的情緒反應包括生態焦慮、生態悲痛和生態憤怒。 這類情緒可被當作是對自然界退化的理性反應，且會導致調適性行動。
評估氣候變化對心理健康產生的確切影響有其困難。極端高溫事件的增加對心理健康構成風險，可從相關的住院人數和自殺率增加表現出來。:9

## 具體氣候變化情況
隨著氣候變化對生物圈和人類生計的威脅越來越大，對其響應而引起的感受成為探索的重點。強烈、難熬的情緒，如喪慟、哀悼、內疚、失落感和焦慮，是對隨氣候變化而來威脅的常見反應。這些不同的情緒在文獻中被統稱為氣候苦惱（climate distress）。氣候變化與增加中的極端天氣事件頻率和嚴重程度有關聯，像此類離散發生的自然災害對心理健康的影響已經歷過數十年的研究，發現人們在災後的PTSD、抑鬱、焦慮、物質濫用，甚至是家庭暴力的水平均會增加，而得到證實。
許多這類情緒與氣候變化的關係已經歷過不同方式的研究。損失感被認為有多個面向，可能源於對即將發生損失的預期，以及源自實際的破壞。對“預期哀悼”也已做過相應的探索。對生態破壞的悲痛和苦惱情緒在別處被新建立的名詞“solastalgia”稱之，對當地環境遭受污染的反應則被稱為“環境憂鬱（environmental melancholia）”。
然而，對氣候變化及其更廣泛影響的反應可能尚未充分發展或未經充分認識。有可能會導致無意識的絕望和不安，尤其是對年輕人和那些接受治療的人。這讓人要表達感受，有其困難，因此通常被籠統稱為生態焦慮 - 尤其是當這種負面影響以更強烈的形式，如睡眠疾患和反芻思維出現。 研究人員Stephanie Bednarek並未把生態焦慮視為一種需要治療的病理，而是建議將其解釋為一種調適性、健康的反應。
把應對氣候變化中那些看不見或是無形而發生的情緒加以概念化，確有困難。理論方法顯示，這是由於氣候變化是更大結構的一部分，被稱為“超對象（hyperobject）”（參見美國教授提摩西·莫頓#Hyperobjects）而難被人類充分了解。氣候心理學家用來處理這些“未曾想過的知識”及其無意識、未探索的情感內涵的技術之一是透過“社會夢想（social dreaming ）”。
對現在發生和將於未來發生的氣候變化及其破壞性影響的感知，往往讓人有難以承擔的感覺。研究個人和社會如何應對危機和災難的文獻發現，當有空間來處理和反思情緒體驗時，這些增生的情緒具有調適性。隨後則導致成長和韌性。學者鮑伯·多佩爾特（Bob Doppelt）建議將“轉型韌性”作為社會系統的一個屬性，其中逆境是生活新意義和新方向的催化劑，會透過改變，導致個人和社區福祉超過先前的水平。

### 氣候焦慮（生態焦慮）
本節摘自生態焦慮。
生態焦慮（Eco-anxiety，為ecological anxiety的簡稱，也稱為eco-distress或climate-anxiety）的定義為“對環境厄運的長期恐懼”。自2007年以來即有對生態焦慮的廣泛研究，產生的各種定義仍在使用中。另一被廣泛引用的定義是：“一種廣泛的，對人類生存的生態基礎正處於崩潰過程中的感覺。”一些學者將“生態焦慮”用作“氣候焦慮”的同義詞，而其他人則喜歡將兩種名詞分開使用。 許多生態破壞是由氣候變化所造成，但有些是人類活動（例如森林砍伐）直接產生的結果。這種焦慮不算是醫學診斷，而是被視為對氣候變化現實的理性反應。但如果不加以緩解，其嚴重的部分會對心理健康產生影響。
還有證據顯示所謂生態焦慮是由研究人員構建研究的方式和他們對氣候變化證據的敘述方式所引起：如果他們不設法找到解決方案來克服，以及讓個人參與改變，這種無力的焦慮感會隨之升高。

### 生態悲痛

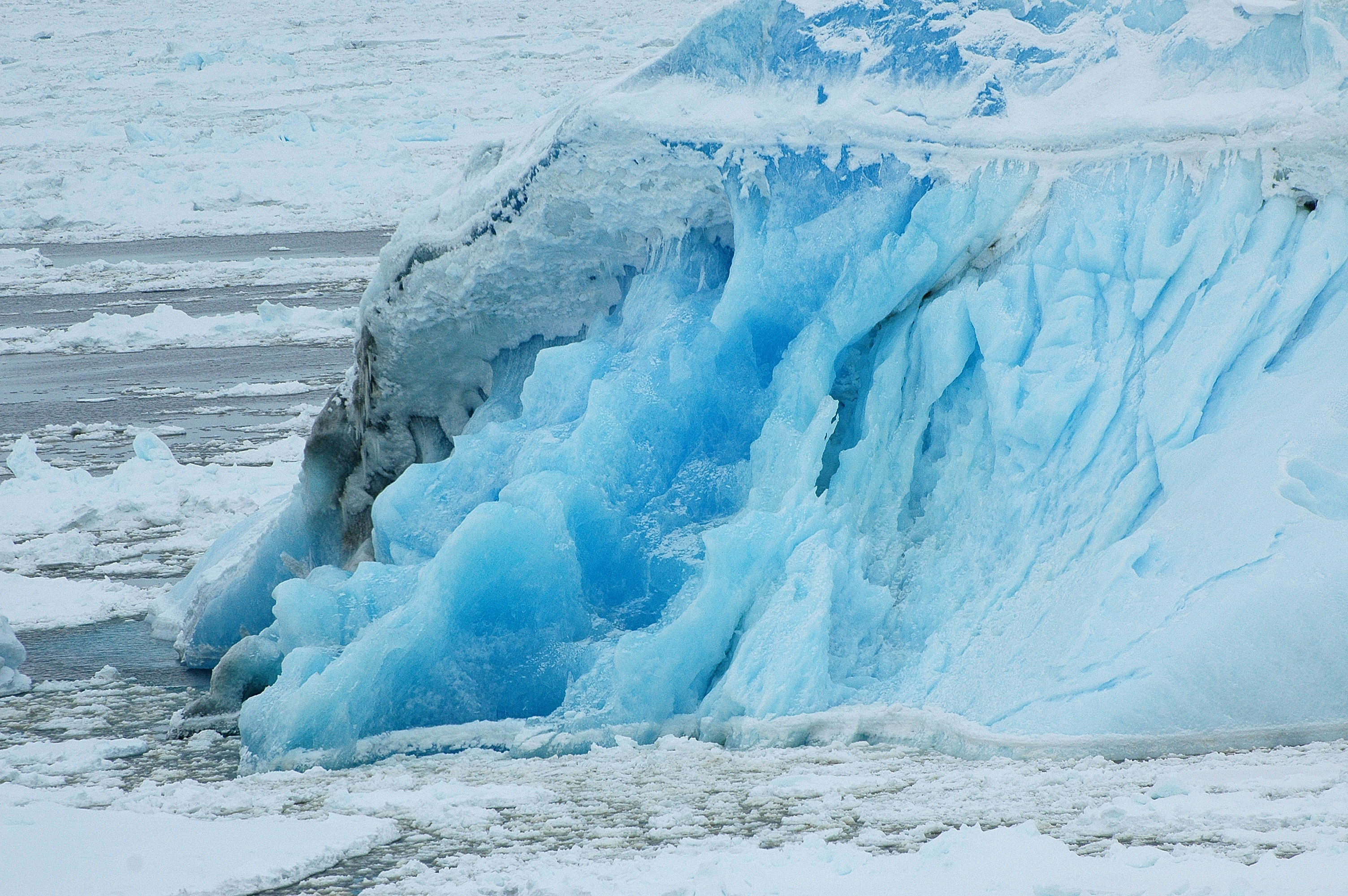
對於重視海冰（譬如說因努伊特人的長者）的人而言，海冰減少會產生負面的心理影響。

本節摘自《生態悲痛》。
生態悲痛（Ecological-grief，也可寫為eco-grief），也稱為氣候悲痛，是指因經歷或了解環境破壞或氣候變化而產生的失落感。環境悲痛可以定義為“因自然和人為事件所造成生態系統損失而引起的悲痛反應”。另一種定義是“與經歷過或是預期的生態損失相關的悲痛，包括由於急性或慢性環境變化導致物種、生態系統和具有意義景觀的損失 ”。例如目睹澳大利亞大堡礁退化的科學家，有關他們所發生的焦慮、無助和絕望心境的報告。
環境遭到破壞，例如生物多樣性喪失，甚至是海冰、文化景觀或歷史遺產等無生命的環境特徵的喪失，也會導致負面的心理反應，例如生態悲痛（或稱solastalgia）。

### 由人類學角度來看氣候心理學
氣候變化會直接及間接影響到原住民，對其心理健康產生破壞性影響。由於他們的生活方式通常與所居住的土地有密切關聯，因此氣候變化會直接影響他們的身體健康和財務穩定性，且能以量化的方式表達。世界各地原住民存在嚴重的心理健康問題，與環境變化之間也存在著令人擔憂的相關性。原住民文化與土地的聯繫和賦予土地的價值，表示對土地的破壞或與之分離，會直接影響心理健康。對於許多人來說，他們所居住的土地與他們的身份、社區和儀式等心理方面密不可分。這種相互關聯性為健康提供一整體的概念 - 與環境維持精神聯繫及維持平衡，而氣候變化對此兩者產生威脅，西方世界推動克服候危機行動者對此尚未完全了解。
政府忽視原住民知識，加上應對不當會進一步加劇與氣候變化相關的負面心理影響。由於全球對氣候變化調適的工作，以及因強制搬遷，而會破壞當地文化傳統，而有造成邁向文化同質化的風險。社會經濟地位較低的國家，以及在社會經濟地位較高地區中的少數群體受到氣候危機的影響尤為嚴重。由於環境條件惡化和災難性氣候事件，而產生所謂的環境難民。
文化習俗和社會行為因氣候危機加劇而發生變化。原住民文化是這種轉變中的一例，因為人體會體現出周圍物理環境的改變。了解在氣候危機中這些文化轉變如何影響心理健康，對於建立和提供適當的支持甚為重要。人類學家提供重要工具以了解氣候危機如何影響到人類的健康。在學者Nancy Scheper-Hughes及Margaret M. Lock提出的“三體”理論 - 現象學身體、政治身體和象徵性生活社會身體之外另加上一個 “環境身體”。現在有必要了解心理健康，這並非僅為生物醫學失衡的產物，也是氣候危機的結果。把經濟擴張列為優先的霸權意識形態對心理健康產生極大的影響，必須將這類行徑曝光，提出挑戰。隨著不可預測的環境災難惡化後，這種影響只會與時而加劇。由於氣候變化對原住民造成廣泛的心理健康影響，對於其觀點做仔細研究。並盡力將之加入氣候心理學領域就變得很重要。

### 其他影響
除生態焦慮之外，目前對其他特定氣候心理影響的研究較少，例如生態抑鬱、生態憤怒以及否定或是麻木狀態，這些狀態可能是因接觸過多危言聳聽的陳述所引起。一項使用驗證性因素分析把生態焦慮、生態抑鬱和生態憤怒的影響分開研究發現，生態憤怒最有益於人們的福祉，也有利於激勵其參與集體和個人的氣候變化緩解行動。在2021年發表的的另一份報告發現年輕人中更普遍具有生態憤怒。
在2021年所做的一項文獻審查發現，當個人有能力和獲得支持來處理和反思這種情緒時，這種危機反應情緒能夠變成調適性，個人能從經驗中成長並提供支持予他人。這種深刻反思的能力對於應對個人和社會，在處於氣候變化的情感挑戰中有其必要。

## 受影響的特定群體
人們根據自己的世界觀，對氣候變化表達出不同強度的關注和悲痛，利己主義的人（定義為最關心自己，及其健康和福祉的人），社會利他主義的人（定義為表達對社區他人 - 如子孫後代、朋友、家人和公眾 - 關心的人）和生物圈（定義為關注植物和動物等環境方面的人）的觀點明顯不同。屬於生物圈群體的人在生態壓力/悲痛方面著墨最深，即對世界環境狀況擔憂而表達的一種悲痛形式，並會參與生態應對 – 這種應對包括與社區的聯繫，表達悲傷，將注意力轉移到可控制氣候變化的因素，同時親近自然，而屬於社會利他主義群體的人會從事生態應對，但不會表達生態壓力/悲痛。

### 有色人種社區
有色人種社區受氣候變化的影響尤為嚴重。美國國家環境保護局（EPA）局長麥可·雷根說 “我們今天感受到的氣候變化的影響，從極端高溫到洪水，再到強烈風暴，預計會變得更嚴重，而最無力準備和應對的人們將會超比率的暴露在此類危險中”。這情況會對人們身心健康造成短期和長期的影響。重要的是要認識到環境保護主義和種族主義是如何交織 - 奴隸制和殖民主義的影響以及不斷的警察暴力如何仍在有色人種社區的氣候變化中發揮關鍵作用。對生態焦慮的反應仍側重於社會中的主導群體，而把邊緣化社區忽視。根據美國心理衛生運動先驅Clifford Whittingham Beers在其著作（A Mind That Found Itself: An Autobiography by Clifford Whittingham Beers）中的資料，有17%的美國黑人和23%的美國原住民受精神疾病之苦。
研究顯示有色人種社區獲得心理健康服務的可能性較小，尋求治療的可能性較小，並且獲得的可能是低下或是不良的護理，原因是這些社區面臨到大量的種族、結構和文化障礙。這類社區的大多數年輕人正受生態焦慮的影響，因為他們在氣候變化中長大，親眼看到氣候變化的影響。有色人種社區少有資源可幫助他們應對生態焦慮。研究人員建議他們與當地治療者交談，重新與大自然建立聯繫，並關注氣候變化的積極消息。許多居住於於城市的少數族群和低收入社區並未有與郊區一樣的城市綠地或是遊樂場。研究顯示健身活動可對心理健康產生積極影響，但這類有色人中也少能獲得這種資源。

### 兒童
兒童和年輕人最易受到氣候變化的影響。許多影響兒童身體健康的氣候變化也會造成心理健康後果。生活在最易受氣候變化影響，和/或基礎設施薄弱且支持和服務較少的地區的兒童受到的影響最為嚴重。
雖然兒童和年輕人是氣候變化影響中最脆弱的群體，他們受到的研究卻遠少於對成年人的。世界衛生組織（WHO）指出發生在5歲以下的兒童身上的疾病，有88%以上可歸因於氣候變化。氣候變化對兒童的影響，讓他們極易罹患PTSD、抑鬱、焦慮、恐懼症、睡眠障礙、依戀障礙和物質濫用等心理健康後果。這些情況會導致情緒調節、認知、學習、行為、語言發展和學習成績方面的問題。
在2018年所做的一項研究，認為由於以下三個主要原因，收集有關兒童如何受到氣候變化心理影響的信息甚為重要：
- 當今兒童將在其一生中承受更大的氣候變化負面後果，因此社會需要知道如何減少這些影響，以提供保護、
- 他們將有機會成為未來社會的中堅，他們的心理反應對現在和未來的決策形成能力很重要、
- 他們將需要調適世界氣候變化的能力，包括在心理和生理上快速過渡到低碳經濟。他們也需要特殊的知識、態度和品質來促進這種調適。

### 青少年心理健康
心理健康是種幸福狀態，在這種狀態下，個人可認識自己的能力、處理日常生活壓力、高效工作並能為社區貢獻。有多種精神疾病會對每個人產生不同的影響。對氣候變化導入更多關注，而提高全球對氣候危機的認識，這種察覺也會有有不足之處。在缺乏政治倡導和變革狀態下，有日增的媒體關注，導致生態悲痛發生，而對青少年的心理健康產生特別的影響。
生態悲痛被定義為針對氣候變化造成損失的心理反應。氣候變化以多種方式對青少年產生不同的影響。當不同青少年處理其自身的創傷和痛苦，這些影響方式會相互交錯。之前即罹患精神疾病的青少年遭遇生態悲痛和痛苦的風險會隨之增加。
雖然這些感覺對青少年的身體健康和狀況沒直接危害，但會令人不快，並且是個日益嚴重的問題。生態悲痛、苦惱、焦慮和憤怒是青少年中最見到的情緒。心理學家，特別是氣候心理學家在確定這些情緒的來源，以及協助有需要的人，及讓未受影響的人預防方面均遇到困難。

#### 直接影響
氣候變化產生的直接影響包括與創傷相關的事件，例如因氣候變化引發的自然災害（如洪水或火災）而造成的混亂、失去朋友和家人，或其他創傷事件。
許多曾接觸與氣候相關災難的人會受到心理健康的影響。這些影響通常會因PTSD、抑鬱和廣泛性焦慮症而有差異。通常會同時發生，也可能會單獨發生。
氣候變化會嚴重影響身體健康。如果一個人的身體健康因氣候危機相關問題而惡化，也可看作是種直接影響。氣候變化與傳染病是種危險組合。氣候變化把管理傳染病方面的挑戰變得更為嚴峻。相關問題中包含有傳播、污染和變異。當一個人身體健康惡化時，也會導致心理健康惡化。

#### 間接影響
氣候變化所產生間接精神健康影響的頻率更高，也涵蓋更多的青少年。
青少年了解並知道他們的周圍環境以及世界各地正在發生與氣候變化有關的事。但他們還年輕，仍在成長及學習。他們的大腦尚未完全發育，因為吸收大量負面信息（如氣候變化），會對他們及其發展產生負面影響。
隨著氣候危機加劇，被迫遷移或是流離失所的機會會變得更普遍。被迫流離失所通常是由自然災害、糧食減少或糧食不安全、飢荒、水資源短缺或其他環境因素所造成。由於被迫從熟悉的所在遷移到未知的地方，僅這種感覺所就會引起悲痛和失落的感覺。食物減少、飢荒和水資源短缺會引起恐懼和焦慮，以及悲傷和失落，而間接影響到青少年的精神健康。
人際關係對於青少年很重要。流離失所會帶給青少年社會關係的壓力，並阻礙他們進一步發展社交技能和建立人際關係。社區衝突也會間接影響青少年的精神健康。在如何看待氣候變化、處理氣候變化的方法和氣候變化體認方面，社區可能會有相互矛盾的觀點。青少年被負面情緒包圍，其發育有可能受嚴重的影響。他們可能不想經歷與他人的衝突，而退出社交互動。他們可能有不同的想法，但由於年齡關係，不易得到傾聽的機會。而普遍充滿絕望、無助和恐懼的感覺。

#### 高風險因素
有許多與氣候變化相關的因素會影響到青少年的精神健康。
青少年的所在地對其心理健康風險有很大影響。居住於第一世界國家中，環境影響將更加普遍和醒目。譬如說近年來發生在美國加利福尼亞州的大型野火，許多青少年不只失去他們居住的所在，連學校也被燒毀，而必須搬離，遠離家鄉和朋友，在不熟悉的環境中重新適應。這種因經歷過重大的變化，會對他們的精神健康產生影響。
如果青少年已經罹患精神疾病，氣候變化造成的痛苦只會讓情況更惡化。
處於經濟劣勢的青少年會面臨與氣候變化相關的精神健康風險。貧窮且獨自生活或生活在經濟匱乏的家庭中的青少年會更易受到資源遭受破壞（包括食物和水源）的影響。
青少年注意到他們的上一代，原本可採取調適及減緩氣候變化的行動，卻遲遲不起而行，而讓情況更為惡化，更會引起悲痛、憤怒、怨恨、恐懼、挫折和不知所措的感覺。

## 正面影響
雖然大多數關於氣候變化在心理影響的研究都指出有負面影響，但也有產生積極影響的可能。直接體驗氣候變化的負面影響可能會讓個人做出積極的改變。對於一些人來說，經歷洪水等環境事件會導致更大的心理衝擊和對氣候變化的關注，反過來可引發對氣候變化政策的意圖、行動和支持。因氣候變化而產生積極影響的例子是有少數農民可享受增加的作物產量，得到經濟利益，但預計氣候變化對農業的總體影響是顯著的負面性。
在個人層面上，擔心和焦慮等情緒或許是不舒服的感覺，卻是正常生活中的一部分。可被視為防禦系統中識別並處理威脅的一種功能。從此角度來看，焦慮有助於激勵人們尋求信息並採取行動以解決問題。焦慮和擔憂讓人覺得可以成事而付諸行動。讓人們加入參與式決策，而有主動，並能掌握結果的感受。還可提升針對問題和針對涵義的應對技能。針對問題的應對包括信息收集和個人所能貢獻。針對涵義的應對涉及諸如識別正面信息、關注建設性的期望源頭以及相信其他人也在盡一己之力等。主動及掌握的感覺、應對技巧和社會支持對於建立廣泛的韌性都很重要。 專注情緒察覺及發展可持續情緒調節策略在相關教育上十分重要。
對於某些人，共同應對氣候變化的工作所引發的參與度增加，可減少社交孤立和孤獨感。在社區層面上，了解氣候變化科學並採取集體行動來應對，可增強利他主義和社會凝聚力，加強社會團結，提高韌性。這種積極的社會影響通常只與一開始即有較高團體凝聚力的社區相關，促使社區領導人在氣候相關破壞變得過於嚴重之前採取行動，把社會韌性強化。

## 歷史
了解氣候變化產生心理影響的工作在20世紀，甚至更早即有先例存在，以了解第一次工業革命後，在變動的物理和社會環境中產生的反應。但在具體相關心理影響的實證研究則始於 20世紀末，並在21世紀的頭十年開始加速。從2010年代初開始，有日益增多的心理學家呼籲彼此為了解氣候變化對心理的影響而提出研究貢獻。雖然在聯合國政府間氣候變化專門委員會（IPCC）發表的前5份評估報告中幾乎都沒心理學家涉入，但至少有5位心理學家會在預定於2022年發表的IPCC第六次評估報告中提供意見。截至2020年，氣候心理學已經發展到包括許多子領域。氣候心理學家正與聯合國、國家和地方政府、企業、非政府組織和個人合作中。

### 緩解措施
心理學家正加強協助國際社會應對氣候變化，建構有效的減緩工作來面對“惡魔般的”艱鉅挑戰。許多工作著重在妥善傳播與氣候相關的信息，以便產生積極的心理影響，同時引領人們參與問題解決，而非喚起心理防禦，如生出否定、疏離或麻木的厄運感。心理學家除就傳播方法提供建議外，還研究選擇合適的人進行溝通所能產生的差異 - 例如在向美國保守派發表講話時，如果通過退役軍官，就易取得正面回應。許多並非以心理學為專業的人也一直就與氣候變化相關的心理問題提供建議。例如哥斯大黎加外交人員克里斯蒂安娜·菲格雷斯和英國政治策略家湯姆·里維特-卡納克兩位領導完成空前成功的2015年《巴黎協定》的簽署。他們此後持續致力於傳播這種“頑固樂觀主義”心態。這種心態應該是個人該秉持，針對氣候變化挑戰的正面心理反應。

## 註記
1. ↑  Various reviews use different nomenclature to designate the three causal pathways. e.g. Doherty & Clayton (2011), designate the 'Awareness' pathway using the term "Indirect impact" , while grouping 'Indirect' effects via financial and social disruption under "Psychosocial" .
2. ↑  Facing up to the climate challenge was first prominently described as a "diabolic" problem in the 2008 Garnaut review, and the term has since been used many times.

## 進一步閱讀
- Romero, Rex.  "Myclimate." Myclimate, https://www.myclimate.org/information/faq/faq-detail/what-are-the-effects-of-climate-change/ （页面存档备份，存于） (Links to an external site.).
- Anderson, Judith. "Coping and Defences." Climate Psychology Alliance, 21 Apr. 2021, https://www.climatepsychologyalliance.org/handbook/304-coping-and-defences （页面存档备份，存于）.
- "What If Global Temperatures Rose by 4 Degrees Celsius?" by klem@s is licensed under CC BY-NC-ND 2.0
- "Human brain illustrated with millions of small nerves" by Ars Electronica is licensed under CC BY-NC-ND 2.0

## 外部連結
- How to transform apocalypse fatigue into action on global warming  （页面存档备份，存于）, TED Talk by Per Espen Stoknes on overcoming defensive psychological impacts
- Climate Psychologists （页面存档备份，存于）
- How to shift your mindset and chose your future （页面存档备份，存于）, TED Talk on 'stuborn optimism' by Tom Rivett-Carnac
- Climate Psychiatry Alliance （页面存档备份，存于）